# Gianmarco Tognazzi
Gianmarco Tognazzi (Roma, 11 ottobre 1967) è un attore e conduttore televisivo italiano.

## Biografia

Gianmarco Tognazzi (in piedi) ne I laureati (1995)

Dopo alcune prove sui set frequentati da suo padre Ugo Tognazzi, come ne L'anatra all'arancia di Luciano Salce, Romanzo popolare di Mario Monicelli o Il petomane di Pasquale Festa Campanile, interpreta alcuni film giovanilistici come Vacanze in America di Carlo Vanzina (1984), Sposerò Simon Le Bon di Carlo Cotti (1986) e Una notte al cimitero di Lamberto Bava (1987). Nel 1989, conduce, insieme a Danny Quinn, Rosita Celentano e Paola Dominguín, il Festival di Sanremo; nello stesso anno conosce Beatrice Bracco, insegnante di recitazione, con la quale studia per tre anni.
Inizia a dedicarsi quindi al teatro, prima nei locali off di Roma con gli spettacoli Crack (1991), Macchine in amore (1992), La valigia di carne (1993) e Testimoni (1997-1999), quest'ultimo in coppia con Alessandro Gassmann. Dal 2001 si dedica al musical con A qualcuno piace caldo di Saverio Marconi, poi porta sul palcoscenico Closer (2002), Il rompiballe (2003-2006), Prima pagina (2006-2008), Die Panne ovvero La serata più bella della mia vita (2008-2010) e Un nemico del popolo (2011-2013).
Al cinema recita in molti film: nel 1991 in Crack di Giulio Base e Una storia semplice di Emidio Greco, nel 1993 in Teste rasate di Claudio Fragasso e nel 1995 I laureati di Leonardo Pieraccioni (si tratta del primo film dell'attore-regista fiorentino). Sempre in coppia con Alessandro Gassmann interpreta Uomini senza donne (1996) e Facciamo fiesta (1997), entrambi diretti da Angelo Longoni.
Con la sorella Maria Sole recita in Passato prossimo (2002) e Viaggio sola (2013). Nel 2005 con Luca Mazzieri è in Cielo e terra e con Michele Placido in Romanzo criminale (che gli vale la nomination ai Nastri d'argento). Nel 2007 con Giuseppe Ferrara è nel film Guido che sfidò le Brigate Rosse, nel 2008 con Francesco Patierno Il mattino ha l'oro in bocca, con Elio Germano, nel 2009 con Fausto Brizzi in Ex e in Polvere. Nel 2012 Bella addormentata, regia di Marco Bellocchio, nel 2014 Incompresa, regia di Asia Argento. Nel 2016 Il ministro, regia di Giorgio Amato. Nel 2017 Niente di serio, regia di Laszlo Barbo.
In televisione lavora a Francesco (2002) di Michele Soavi, Maria Montessori - Una vita per i bambini (2007) di Gianluca Maria Tavarelli, Il bene e il male di Giorgio Serafini (2009) e David Copperfield di Ambrogio Lo Giudice. Dal 2011 prende parte alla terza e quarta stagione di Squadra antimafia - Palermo oggi, dove interpreta un giudice. Nel 2014 recita ne Il bosco di Eros Puglielli e nel 2015 in Pietro Mennea - La freccia del Sud, del fratello Ricky. Prende parte anche alle serie TV Non uccidere di Giuseppe Gagliardi e I misteri di Laura di Alberto Ferrari, interpretando Iacopo Banti, ex marito di Laura. Nel 2016 interpreta il Conte Icilio Sangiorgi nella serie TV Luisa Spagnoli, per la regia di Lodovico Gasparini.
È stato anche tutor nei corsi di recitazione alla Act Multimedia, e al N.U.C.T., scuole di cinema a Cinecittà. Il 15 febbraio 2013 è ritornato sul palco del Teatro Ariston durante la quarta serata del Festival di Sanremo, come ospite insieme agli altri tre conduttori dell'edizione del 1989. Da settembre 2017 conduce il programma culinario Chopped Italia sul canale TV Food Network (Italia). Nel 2023 ritorna a lavorare con il regista Amato nel film Lo sposo indeciso. Nel 2013 ha recitato nella serie televisiva della Svizzera Italiana Alter Ego, ambientata a Bellinzona.

## Vita privata
È figlio dell'attore Ugo Tognazzi e della sua seconda moglie, l'attrice Franca Bettoja. Ha una sorella biologica, Maria Sole Tognazzi, e due fratellastri da parte del padre, Ricky Tognazzi e Thomas Robsahm. 
Dopo tre anni di fidanzamento, il 10 giugno 2006 ha sposato Valeria Pintore, dalla quale ha avuto due figli: Andrea Viola (2006) e Tommaso Ugo (2012).
Nel 2010 ha preso in mano La Tognazza amata, l'azienda eno-gastronomica fondata dal padre nel 1969 a Velletri e che ha trasformato ne La Tognazza, azienda vitivinicola. Come il padre, è un grande tifoso del Milan.

## Filmografia

### Attore

#### Cinema
- Non toccare la donna bianca, regia di Marco Ferreri (1974)
- Romanzo popolare, regia di Mario Monicelli (1974) – non accreditato
- Il petomane, regia di Pasquale Festa Campanile (1983)
- Vacanze in America, regia di Carlo Vanzina (1984)
- Sposerò Simon Le Bon, regia di Carlo Cotti (1986)
- Giselle, regia di Herbert Ross (1987)
- Arrivederci e grazie, regia di Giorgio Capitani (1988)
- Musica per vecchi animali, regia di Umberto Angelucci e Stefano Benni (1989)
- Una notte al cimitero, regia di Lamberto Bava (1989)
- Ultrà, regia di Ricky Tognazzi (1991)
- Una storia semplice, regia di Emidio Greco (1991)
- Crack, regia di Giulio Base (1991)
- Teste rasate, regia di Claudio Fragasso (1993)
- Lest, regia di Giulio Base (1993)
- Torta di mele, regia di Anna Carlucci (1993)
- Tutti gli anni una volta l'anno, regia di Gianfrancesco Lazotti (1995)
- L'estate di Bobby Charlton, regia di Massimo Guglielmi (1995)
- I laureati, regia di Leonardo Pieraccioni (1995)
- Il cielo è sempre più blu, regia di Antonio Luigi Grimaldi (1995)
- Uomini senza donne, regia di Angelo Longoni (1996)
- Facciamo fiesta, regia di Angelo Longoni (1997)
- Stressati, regia di Mauro Cappelloni (1997)
- Lovest, regia di Giulio Base (1997)
- Il decisionista, regia di Mauro Cappelloni (1997)
- I miei più cari amici, regia di Alessandro Benvenuti (1998)
- Giochi d'equilibrio, regia di Amedeo Fago (1998)
- I fobici, regia di Giancarlo Scarchilli (1999)
- S.O.S., regia di Thomas Robsahm Tognazzi (1999)
- La spiaggia, regia di Mauro Cappelloni (1999)
- Prime luci dell'alba, regia di Lucio Gaudino (2000)
- Teste di cocco, regia di Ugo Fabrizio Giordani (2000)
- Passato prossimo, regia di Maria Sole Tognazzi (2003)
- Io no, regia di Simona Izzo e Ricky Tognazzi (2003)
- Cecenia, regia di Leonardo Giuliano (2004)
- Cielo e terra, regia di Luca Mazzieri (2005)
- Romanzo criminale, regia di Michele Placido (2005)
- Guido che sfidò le Brigate Rosse, regia di Giuseppe Ferrara (2007)
- Il mattino ha l'oro in bocca, regia di Francesco Patierno (2008)
- Ex, regia di Fausto Brizzi (2009)
- Polvere, regia di Massimiliano D'Epiro e Danilo Proietti (2009)
- Velma, regia di Piero Tomaselli (2009)
- Natale a Beverly Hills, regia di Neri Parenti (2009)
- Le ultime 56 ore, regia di Claudio Fragasso (2010)
- Cara, ti amo..., regia di Gian Paolo Vallati (2011)
- Maledimiele, regia di Marco Pozzi (2011)
- I soliti idioti - Il film, regia di Enrico Lando (2011)
- To Rome with Love, regia di Woody Allen (2012)
- Bella addormentata, regia di Marco Bellocchio (2012)
- Vorrei vederti ballare, regia di Nicola Deorsola (2012)
- I 2 soliti idioti, regia di Enrico Lando (2012)
- Mi rifaccio vivo, regia di Sergio Rubini (2013)
- Viaggio sola, regia di Maria Sole Tognazzi (2013)
- Niente può fermarci, regia di Luigi Cecinelli (2013)
- Tutta colpa di Freud, regia di Paolo Genovese (2014)
- Incompresa, regia di Asia Argento (2014)
- La solita commedia - Inferno, regia di Francesco Mandelli, Fabrizio Biggio e Martino Ferro (2015)
- The Wait, regia di Tiziana Bosco (2016)
- Il ministro, regia di Giorgio Amato (2016)
- Poveri ma ricchi, regia di Fausto Brizzi (2016)
- Non c'è campo, regia di Federico Moccia (2017)
- A casa tutti bene, regia di Gabriele Muccino (2018)
- Niente di serio, regia di Laszlo Barbo (2018)
- Non ci resta che il crimine, regia di Massimiliano Bruno (2019)
- Se mi vuoi bene, regia di Fausto Brizzi (2019)
- Gli uomini d'oro, regia di Vincenzo Alfieri (2019)
- Sono solo fantasmi, regia di Christian De Sica e Brando De Sica (2019)
- Mollami, regia di Matteo Gentiloni (2019)
- Divorzio a Las Vegas, regia di Umberto Carteni (2020)
- Ostaggi, regia di Eleonora Ivone (2021)
- Ritorno al crimine, regia di Massimiliano Bruno (2021)
- C'era una volta il crimine, regia di Massimiliano Bruno (2022)
- I cassamortari, regia di Claudio Amendola (2022)
- Quando, regia di Walter Veltroni (2023)
- Lo sposo indeciso che non poteva o forse non voleva più uscire dal bagno, regia di Giorgio Amato (2023)
- Ari - Cassamortari, regia di Claudio Amendola (2024)
- Una fottuta bugia, regia di Gianluca Ansanelli (2024)
- Dedalus, regia di Gianluca Manzetti (2024)

#### Televisione
- Brivido giallo – serie TV, 1 episodio (1987)
- Tutti in palestra, regia di Vittorio De Sisti – miniserie TV (1987)
- Piazza Navona – serie TV (1988)
- Diciottanni - Versilia 1966 – serie TV (1988)
- Senza scampo, regia di Paolo Poeti – miniserie TV (1990)
- I giudici - Excellent Cadavers, regia di Ricky Tognazzi – film TV (1999)
- Francesco, regia di Michele Soavi – miniserie TV (2002)
- Maria Montessori - Una vita per i bambini, regia di Gianluca Maria Tavarelli – film TV (2007)
- Il bene e il male – serie TV (2009)
- David Copperfield, regia di Ambrogio Lo Giudice – miniserie TV (2009)
- I soliti idioti – programma TV (2012)
- Squadra antimafia - Palermo oggi 3 – serie TV, 9 episodi (2011) - ruolo Giorgio Antonucci
- Squadra antimafia - Palermo oggi 4 – serie TV, episodi 4x09-4x10 (2012) - ruolo Giorgio Antonucci
- Camera Café – sitcom, 1 episodio (2012)
- Il bosco – serie TV (2015)
- Pietro Mennea - La freccia del Sud, regia di Ricky Tognazzi – miniserie TV (2015)
- Non uccidere – serie TV, episodio 1x01 (2015)
- I misteri di Laura – serie TV (2015)
- Luisa Spagnoli, regia di Lodovico Gasparini – miniserie TV (2016)
- Nel nome del popolo italiano, regia di Gianfranco Pannone – docufilm, episodio Vittorio Occorsio (2017)
- L'ispettore Coliandro – serie TV, episodio 7x04 (2018)
- Passeggeri notturni – serie TV, 5 episodi (2020)
- Speravo de morì prima – serie TV (2021)
- Everybody Loves Diamonds – serie TV (2023)
- Alter Ego – serie TV (RSI, 2023)
- Non ci resta che il crimine - La serie – serie TV (2023)
- Call My Agent - Italia – serie TV, episodio 2x02 (2024)

#### Cortometraggi
- Non finisce qui, regia di Maria Sole Tognazzi (1997)
- Eccoci qua, regia di Alessandro Pascuzzo (2005)
- Raffinati, regia di Emiliano Corapi (2009)
- Fuoriuso, regia di Francesco Prisco (2009)
- Dal quarantunesimo, regia di Matteo Pellegrini (2010)
- Il regista del mondo, regia di Carlo Fumo (2011)

#### Webserie
- Forse sono io 2, regia di Vincenzo Alfieri (2015)

### Doppiatore
- Tullio in La strada per El Dorado

## Teatro
- Prima Pagina, regia di Francesco Tavassi, con Bruno Armando (2005-2006)
- Die Panne di Friedrich Durrenmatt, regia di Armando Pugliese (2008-2009)
- Un nemico del popolo di Henrik Ibsen, regia di Armando Pugliese (2012)
- Il rompiballe di Francis Veber, regia di Andrea Brambilla (2012)
- Vetri rotti di Arthur Miller, regia di Armando Pugliese (2018)
- L'onesto fantasma, testo e regia di Edoardo Erba (2023-2024)

## Riconoscimenti
- Premio Hystrio 2000 – Altre Muse.
- Primavera del Cinema Italiano 2009: Miglior attore non protagonista per Ex